# Akpatok
Akpatok ist eine unbewohnte Insel in der Ungava Bay vor der Nordküste der Labrador-Halbinsel in Kanada. Administrativ gehört sie zur Region Qikiqtaaluk des Territoriums Nunavut.

## Geographie
Akpatok liegt rund 70 km vor der Ostküste der Ungava-Halbinsel im Norden Labradors sowie rund 180 km südlich der Baffininsel. Sie ist 48 km lang, 26 km breit und hat eine Fläche von 903 km², was sie zur bei weitem größten Insel in der Ungava Bay macht. Die Küste ist geprägt von 40 bis 250 m hohen Kliffs aus Kalkstein, die zu einem 45 × 23 km großen Plateau führen.
In den Cox Ridges im Zentrum ragt die Insel bis 281 Meter auf.

## Tierwelt (Fauna)
Akpatok ist eine kanadische Important Bird Area (NU007) sowie eine Key Migratory Bird Terrestrial Habitat Site (NU Site 50) des Canadian Wildlife Service. Schützenswerte Vogelarten sind der Wanderfalke (Falco peregrinus), der Gerfalke (Falco rusticolus), die Gryllteiste (Cepphus grylle) sowie die mit schätzungsweise 600.000 Brutpaaren vertretene Dickschnabellumme (Uria lomvia), deren Inuit-Name Akpat Namensgeber für die Insel war. An Säugetieren kommen Eisbären und Walrosse vor.